# Vítor Manuel da Silva Caldeira
Vítor Manuel da Silva Caldeira (ur. 1960 w Campo Maior) – portugalski prawnik, urzędnik państwowy, prezes Europejskiego Trybunału Obrachunkowego w latach 2008–2016.

## Życiorys
Ukończył prawo na Uniwersytecie Lizbońskim oraz studia podyplomowe z zakresu europeistyki na tej samej uczelni. Pracował jako nauczyciel akademicki na macierzystym uniwersytecie (1983–1984) oraz jednym z wyższych instytutów (1996–1999). W latach 1984–2000 zatrudniony w głównym inspektoracie finansowym w portugalskim Ministerstwie Finansów, od 1995 jako zastępca głównego inspektora. Udzielał się w tym czasie jako konsultant projektów Organizacji Współpracy Gospodarczej i Rozwoju.
W 2000 został powołany w skład Europejskiego Trybunału Obrachunkowego. 16 stycznia 2008 wybrany na prezesa tej instytucji na trzyletnią kadencję, reelekcję uzyskiwał w 2011 i w 2014. W 2016 zastąpił go Klaus-Heiner Lehne.
W 2015 odznaczony Krzyżem Komandorskim Orderu Zasługi Rzeczypospolitej Polskiej.